# Oppo A98
Oppo A98 5G — смартфон середнього рівня, розроблений компанією OPPO Electronics, що входить у серію A. Був представлений в 9 травня 2023 року.
В Індії Oppo A98 продається під назвою Oppo F23 5G з різницею в одному кольоровому варіанті. Також в Китаї продається подібна до Oppo A98 модель під назвою Oppo A1 (також відомий як Oppo A1 5G, аби не плутати з Oppo A1 2018 року) з відмінністю в камерах.

## Дизайн
Екран виконаний зі скла, а рамка — з пластику. Задня панель Oppo A1 в кольорі Red Cloud Orange виконана зі штучної штучної шкіри, а в інших кольорах Oppo A1 й у всіх варіантах кольорів A98 5G та F23 5G — з пластику.
Знизу розміщені роз'єм USB-C, динамік, мікрофон та 3.5 мм аудіороз'єм, а зверху — ІЧ-порт в Oppo A1 та другий мікрофон. З лівого боку розміщені кнопки регулювання гучності та слот під 2 SIM-картки і карту пам'яті формату microSD, а з правого боку — кнопка блокування.
Oppo A98 5G продається в кольорах Cool Black (чорний) та Dreamy Blue (блакитний), а F23 5G — Cool Black (чорний) та Bold Gold (золотий).
Oppo A1 продається в 3 кольорах: Sandstone Black (чорний), Aquamarine (блакитний) та Red Cloud Orange (помаранчевий).

## Технічні характеристики

### Платформа
Смартфони отримали процесор Qualcomm Snapdragon 695 з графічним процесором Adreno 619.

### Батарея
Батарея отримала об'єм 5000 мА·год та підтримку швидкої зарядки потужністю 67 Вт.

### Камера
Oppo A98 5G та F23 5G отримали основну потрійну камеру, що складається із ширококутного об'єктива на 64 Мп з діафрагмою f/1.7 і фазовим автофокусом, сенсора глибини на 2 Мп з діафрагмою f/2.4 та мікролінзи на 2 Мп з діафрагмою f/3.3 та 40x зумом. Також смартфони отримали ширококутну фронтальну камеру на 32 Мп з діафрагмою f/2.4.
Oppo A1 отримав основну подвійну камеру, що складається із ширококутного об'єктива на 50 Мп з діафрагмою f/1.8 і фазовим автофокусом та сенсора глибини на 2 Мп з діафрагмою f/2.4. Також смартфон отримав ширококутну фронтальну камеру на 8 Мп з діафрагмою f/2.0.
Основна та фронтальна камери всіх моделей вміють записувати відео в роздільній здатності 1080p@30fps.

### Екран
Пристрої отримали 6,72-дюймовий екран типу LTPS LCD з роздільною здатністю Full HD+ (2400 × 1080 пікселів), співвідношенням сторін 20:9, щільністю пікселів 392 ppi, частотою оновлення 120 Гц та круглим вирізом під фронтальну камеру в центрі.

### Звук
Смартфони отримали стереодинаміки. Роль другого динаміка виконує розмовний динамік.

### Пам'ять
Oppo A98 5G продається в конфігурації 8/256 ГБ, F23 5G — 8/128 та 8/256 ГБ, а A1 — 8/256 та 12/256 ГБ. Всі моделі мають накопичувач типу UFS 2.2 і оперативну пам'ять типу LPDDR4X.

### Програмне забезпечення
Смартфони були випущені на ColorOS 13.1 на базі Android 13 і були оновлені до ColorOS 14.1 на базі Android 14.

## Рецензії

### Oppo A98 5G
Оглядач з ITC.ua поставив Oppo A98 5G 3,5 балів з 5. До переваг оглядач відніс гарний екран з частотою оновлення 120 Гц, сучасний дизайн, роботу основної та фронтальної камери вдень, гарну автономність, швидку зарядку на 67 Вт, підтримку багатьох аудіокодеків, включно з LDAC, повноцінне стерео, велику кількість вбудованої пам’яті, просту та швидку систему і присутність 3,5 мм аудіороз'єму. До недоліків він відніс завищений цінник, мікролінзу, яка «не має жодної цінності та служить більше маркетинговим рішенням, ніж чимось, що дійсно потрібно людям», відсутність надширококутного об'єктиву, погану якість фільмування і відсутність можливість запису відео в 4K@30fps при своїй ціні.